# Хасэгава Эйсин-рю
Хасэгава Эйсин-рю (яп. 長谷川英信流) — древняя школа кэндзюцу и иайдзюцу, классическое боевое искусство Японии, основанное между 1716 и 1736 годами мастером по имени Хасэгава Тикараносукэ Эйсин (яп. 長谷川 主税助 英信). На сегодняшний день знания стиля Хасэгава Эйсин-рю изучаются в таких школах боевых искусств, как Мусо Дзикидэн Эйсин-рю и Мусо Синдэн-рю.

## История
Школа Хасэгава Эйсин-рю была основана между 1716 и 1736 годами мастером по имени Хасэгава Тикараносукэ Эйсин на основе знаний, полученных им в стиле Синмэй Мусо-рю.
После смерти одиннадцатого сокэ, Огуро Мотоэмона Киёкацу, школа разделилась на две ветви. Один филиал, Симомура-ха (яп. 下村派), был переименован 14-м главой школы Хосокавой Ёсимасой в Мусо Синдэн Эйсин-рю (яп. 無雙神傳英信流). После обучения под руководством Хосокавы, Накаяма Хакудо в 1932 году создал собственную школу, которую он назвал Мусо Синдэн-рю. Другой филиал, Танимура-ха (яп. 谷村派), был переименован в Мусо Дзикидэн Эйсин-рю в эпоху Тайсё (1912—1926) одиннадцатым главой школы, Оэ Масамити, который включил в технический арсенал техники Симомура-ха и рационализовал учебную программу.

## Генеалогия
Ниже представлена линия передач традиций школы Хасэгава Эйсин-рю вплоть до Накаямы Хакудо и Оэ Масамити:

### Основная линия Дзинсукэ-Эйсин
1. Хаясидзаки Дзинсукэ Сигэнобу;
2. Тамия Хэйбэй Сигэмаса;
3. Нагано Мураку Нюдо Кинросай;
4. Момо Гумбэй Мицухигэ;
5. Арикава Сёдзаэмон Мунэцугу;
6. Банно Данэмон но Дзё Нобусада;
7. Хасэгава Тикараносукэ Эйсин
8. Араи Сэйтэцу Киёнобу;
9. Хаяси Рокудаю Моримаса;
10. Хаяси Ясудаю Сэйсё;
11. Огуро Мотоэмон Киёкацу.

### Симомура-ха
1. Мацуёси Тэйсукэ Хисанари;
2. Ямакава Кюдзо Юкикацу;
3. Симомура Моити Садамаса;
4. Хосокава Ёсимаса;
5. Накаяма Хакудо.

### Танимура-ха
1. Хаяси Масу но Дзё Масанари;
2. Ёда Ёрикацу;
3. Хаяси Ядаю Масаёри;
4. Танимура Камэ но Дзё Ёрикацу;
5. Гото Магобэй Масасукэ;
6. Оэ Масамити.